# قنطيون إفريقي متلابن
قنطيون أفريقي متلابن (الاسم العلمي:Afrocanthium lactescens) هو نوع من النباتات يتبع جنس القنطيون الأفريقي من الفصيلة الفوية.